# Гемма Августа

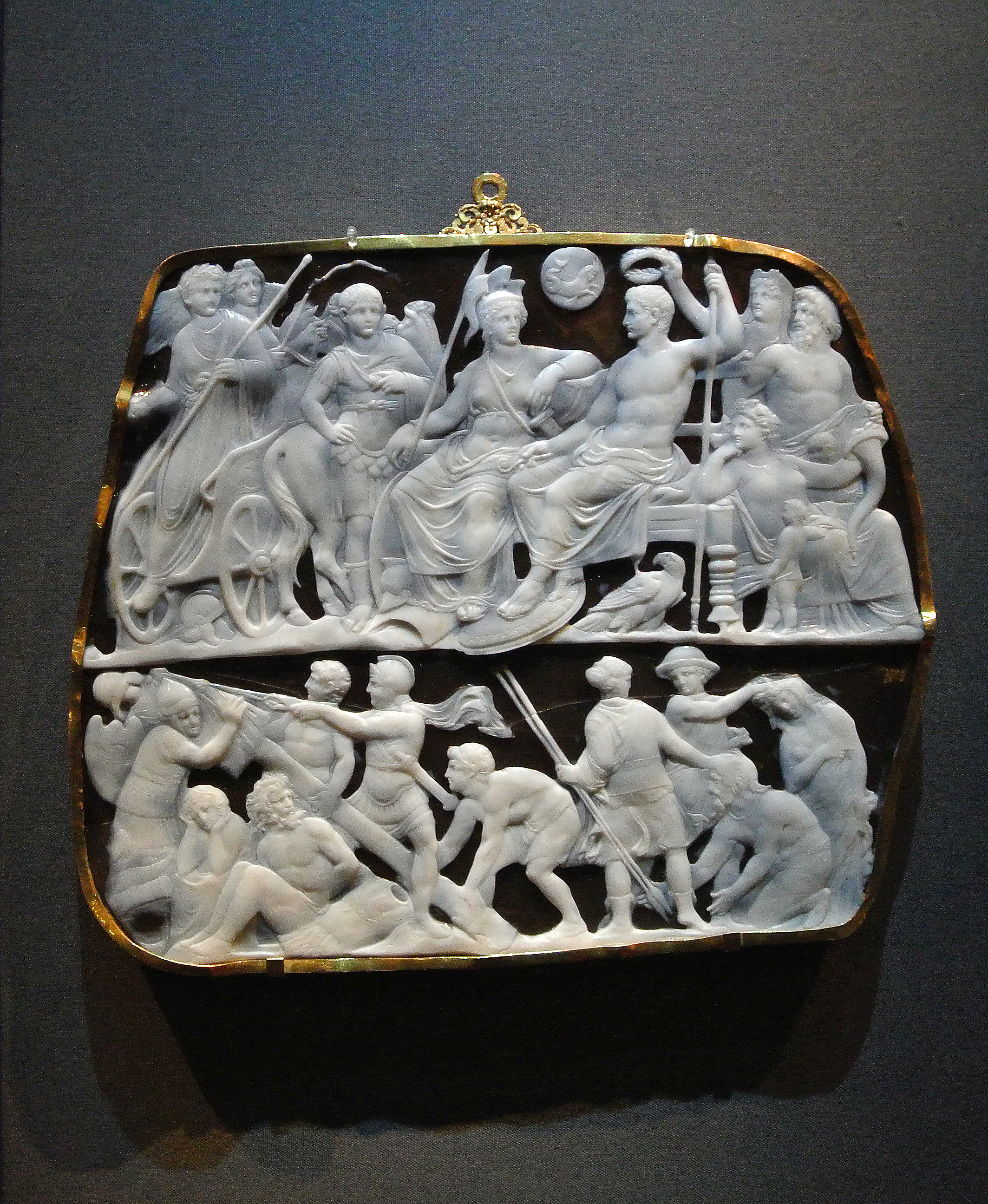
Гемма Августа

Гемма Августа (лат. Gemma Augusti) — древнеримская камея из арабского оникса. Состоит из двух слоев, белого и голубовато-коричневого, что обеспечивает контрастность изображения и передачу мельчайших деталей. Размер геммы — 19 см в высоту, 23 см в ширину, средняя толщина — 1,3 см. 

## История и общие сведения
Темой геммы является прославление Августа и его преемника Тиберия.
Создателем геммы принято считать скульптора Диоскурида или кого-то из его учеников. Гемму датируют 9—12 годами н. э., хотя на этот счёт нет единого мнения. Другие источники датируют её правлением Калигулы (37—41 гг. н. э.).
Хотя Август поощрял культ императора в дальних уголках империи, в самом Риме он старался избегать обожествления себя. Таким образом, если гемма была создана при жизни Августа, то, скорее всего, это был подарок знатному семейству в некой римской провинции или клиентском государстве.
Первое упоминание о камее относится к 1246 году — на тот момент она хранилась в сокровищнице аббатства Сен-Сернен в Тулузе (Франция). Позже её приобрёл король Франциск I и перевёз в Париж, где она находилась с 1533 по 1590 год, пока не пропала. 
Впоследствии гемма оказалась у императора Священной Римской империи Рудольфа II, который приобрёл её за 12000 дукатов. В XVII веке гемму оправили золотом, скорее всего из-за того, что она была повреждена и у неё отсутствовала левая верхняя часть, в результате чего была утеряна, как считается, как минимум, одна фигурка. Вероятнее всего, это произошло ещё до того как её приобрёл Рудольф II.
В настоящее время гемма хранится в венском Музее истории искусств.

## О персонажах геммы и об интерпретации изображенных на ней сцен

### Верхний ряд

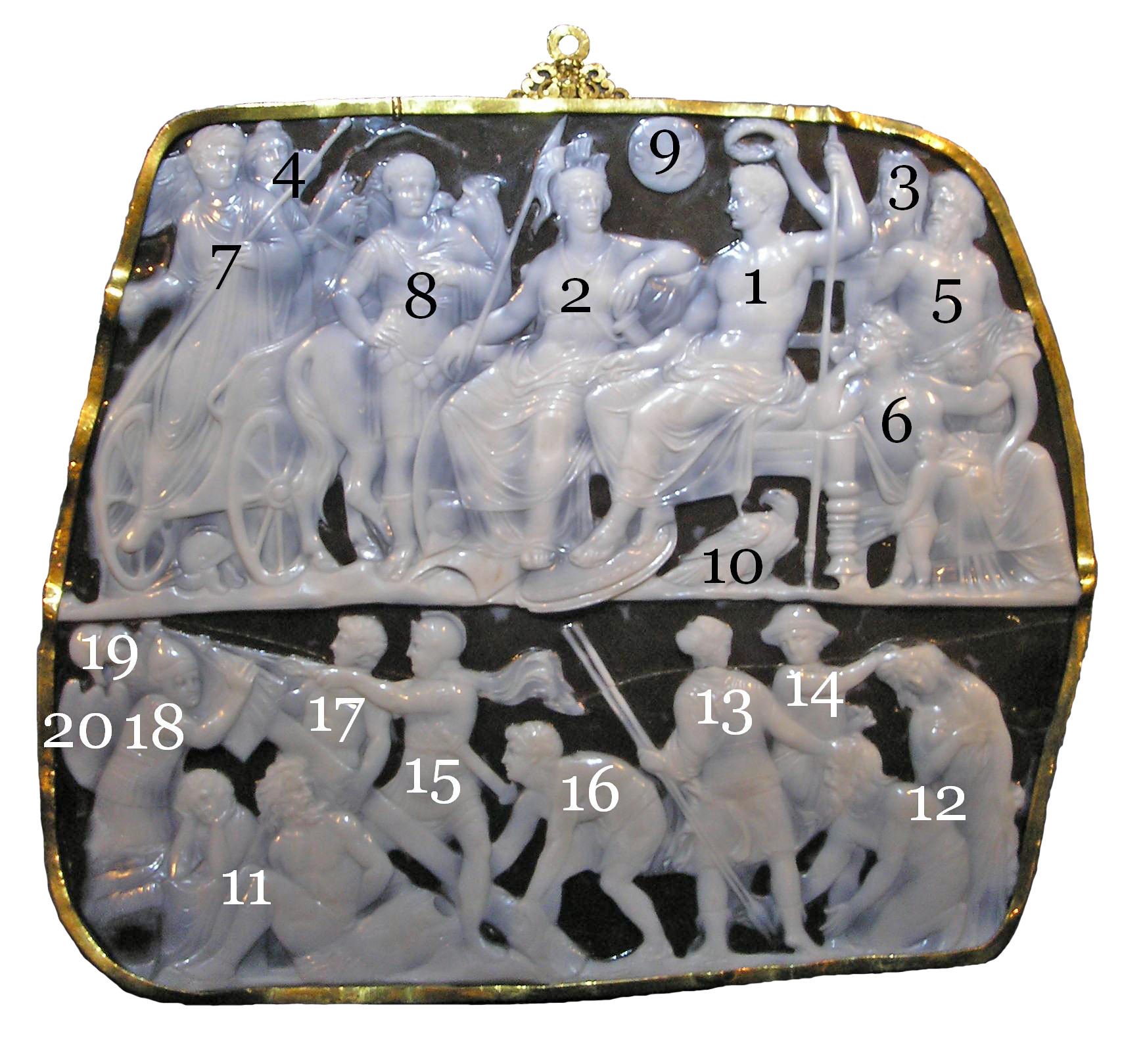
Гемма Августа с нумерацией фигур

Персонаж № 1 обычно интерпретируется как Цезарь Август, он сидит, опираясь на жезл. Персонаж № 3 — это богиня Ойкумена, персонификация обитаемого мира. Она венчает Августа дубовым венком. Персонаж № 5, предположительно, представляет собой Нептуна. У его ног находится персонаж № 6: по одной из версий, богиня Гея, по другой версии, это Италия (божественное олицетворении Италии). У неё в руках рог (возможно, это рог изобилия), рядом с ней дети, которых интерпретируют как олицетворение времён года (в руках одного из них колосья).
Рядом с персонажем № 1 сидит богиня Рома (№ 2), воинственное олицетворение города Рима: её рука лежит на рукояти меча, в другой она держит копьё, а голову венчает шлем. Её ноги покоятся на доспехах побежденного врага, а взгляд устремлен на персонажа № 1. Между ними расположен символ Козерога (№ 9), любимого созвездия Августа.
Персонаж № 4 — богиня победы, Виктория. Она управляет колесницей, с которой спускается персонаж № 7. Персонаж № 7 — это, предположительно, Тиберий, преемник Августа. Персонаж № 8 идентифицируется как Германик, любимый племянник императора.

### Нижний ряд
Нижний ряд, скорее всего, связан с итогами одной из военных кампаний на северных рубежах Римской империи. Считается, что тут изображены пленные (№ 11), а также римские солдаты, устанавливающие деревянный трофей. Исходя из формы шлема персонажа № 18, предполагают, что это воин одрисского царя Реметалка I, который был союзником Августа во время войн в Паннонии. Персонажа № 15 интерпретируют как бога войны Марса. В других персонажах усматривают Диану (№ 13), Меркурия (№ 14), но на этот счёт нет единого мнения.